# Celebichneumon annulatus
Celebichneumon annulatus är en stekelart som beskrevs av Heinrich 1934. Celebichneumon annulatus ingår i släktet Celebichneumon och familjen brokparasitsteklar. Inga underarter finns listade.